# Santa Cruz (norra Chilapa de Álvarez kommun)
Santa Cruz är en ort i Mexiko.   Den ligger i kommunen Chilapa de Álvarez och delstaten Guerrero, i den sydöstra delen av landet, 200 km söder om huvudstaden Mexico City. Santa Cruz ligger 1 818 meter över havet och antalet invånare är 603.
Terrängen runt Santa Cruz är kuperad åt sydväst, men åt nordost är den bergig. Runt Santa Cruz är det ganska glesbefolkat, med 42 invånare per kvadratkilometer. Närmaste större samhälle är Chilapa de Alvarez, 8,6 km sydväst om Santa Cruz. I omgivningarna runt Santa Cruz växer huvudsakligen savannskog.